# Ubocz (509 m)
Ubocz (509 m) lub Soliska – szczyt w południowo-wschodniej części grupy Czupla i Magurki Wilkowickiej w Beskidzie Małym. Jego wschodnie stoki opadają do potoku Maćkówka, zachodnie do jednego z cieków Wilczego Potoku – obydwa uchodzą do Jeziora Żywieckiego.
Na lotniczej mapie Geoportalu Ubocz to stok, także na mapie topograficznej, jednak na mapie tej istnieje szczyt o nazwie Soliska z wysokością 509 m i jest on w tym miejscu, co szczyt Ubocz na mapie Compassu. Soliskami lub solniskami nazywano dawniej miejsca, na których wykładano sól dla wypasanych krów lub owiec. Obecnie Ubocz jest porośnięty lasem, ale nazwa Soliska wskazuje, że dawniej był bezleśny, trawiasty i wypasano na nim owce lub krowy.
Grzbietem Uboczy (Solniska)| biegnie granica między wsiami Łodygowice i Bierna w województwie śląskim, w powiecie żywieckim. Wschodnie stoki Ubocza trawersuje zielony szlak z Czernichowa przez Przyszop do Łodygowic (stacja kolejowa).